# Felix Somm
Felix Bruno Somm (* 31. August 1963 in Münsterlingen)  ist ein Schweizer Manager. Er ist ehemaliger Geschäftsführer von Compuserve Deutschland. Internationale Bekanntheit erlangte er, als 1995 seinetwegen aufgebrachte Demonstranten in San Francisco vor laufenden Fernsehkameras deutsches Bier in die Kanalisation kippten.

## Leben
Somm studierte von 1982 bis 1988 Betriebswirtschaft an der Hochschule St. Gallen. Von 1988 bis 1991 war er Vizepräsident bei der Radio Schweiz AG und ging anschliessend als Geschäftsführer zu Compuserve. 1997 gründete er die somm.com ag.
Somm lebt heute unter dem Namen Carmen Felizitas Bruno Somm als Frau und ist verheiratet. Seit 2017 ist sie als Geschäftsführerin der Swiss Sailing League Association tätig.

## Affäre Compuserve
1995 beschuldigte die Münchner Staatsanwaltschaft das Unternehmen Compuserve, dessen Geschäftsführer zu diesem Zeitpunkt Somm war, der Verbreitung illegaler Inhalte (kinder-, gewalt- und tierpornografische Bilddateien) in Deutschland und führte am 22. November desselben Jahres daher eine Hausdurchsuchung bei dem Online-Dienst durch. Compuserve sperrte daraufhin 250 Newsgroups, die nach Auffassung der Strafverfolgungsbehörde im Verdacht standen, die inkriminierten Inhalte zu verbreiten. Aus technischen Gründen erfolgte die Sperrung nicht nur für deutsche Nutzer, sondern weltweit. Tatsächlich enthielt ein Grossteil der betroffenen Newsgroups keinerlei Pornografie. Insbesondere in den USA wurde das Unternehmen aus diesem Grund Opfer wüster Beschimpfungen und Kündigungsdrohungen durch Kunden. Im Zuge dieses Proteststurms kippten in San Francisco aufgebrachte Internet-Teilnehmer vor laufenden Fernsehkameras deutsches Bier in die Kanalisation. Später gelang eine Begrenzung der Sperre auf deutsche Internetzugänge und etwa zwei Monate später wurden die Sperren vollständig aufgehoben (lediglich fünf Newsgroups blieben gesperrt).
Gegen Somm als Compuserve-Chef wurde dennoch am 26. Februar 1997 Anklage erhoben; er habe «es in den Jahren 1995 und 1996 wissentlich zugelassen, daß kinder-, gewalt- und tierpornografische Bilddateien aus Newsgroups des Internet an CompuServe-Kunden gelangen konnten.» Laut Anklageschrift hätte Somm dies durch geeignete technische und organisatorische Maßnahmen verhindern können. Als Beweismaterial dienten elf kinderpornografische Bilder, die Ermittler in den Jahren 1995 und 1996 aus Compuserve-Newsgroups bezogen hatten. Ausserdem seien die indizierten Spiele Doom und Wolfenstein 3D in CompuServe-Dateibereichen zugänglich gewesen. Der Prozess begann am 12. Mai 1998 vor dem Amtsgericht München. Gutachter des BSI und des Rechtsausschusses des Bundestags befanden, dass aus Gründen der Datenmenge und wegen Crosspostings eine komplette Inhaltsüberwachung technisch nicht machbar und ein Filter zwischen den USA und Deutschland ebenfalls nicht möglich sei. Politiker und die juristischen Experten forderten Freispruch. Obwohl sich am Ende des Prozesses sogar die Staatsanwaltschaft dieser Forderung anschloss, wurde Somm am 28. Mai 1998 auf Basis des IuKDG zu zwei Jahren Haft auf Bewährung und 100.000 Mark Geldstrafe verurteilt. Es war die erste Verurteilung eines Content-Hosters wegen Kinderpornografie. Über das Urteil zeigten sich Industrievertreter und Politiker schockiert; der später selbst wegen Besitzes von Kinderpornografie verurteilte SPD-Politiker Jörg Tauss bezeichnete es als das «zweifelhafte Verdienst […], das Internet in Deutschland ruiniert zu haben».
Sowohl Verteidigung als auch Staatsanwaltschaft legten Berufung zu Somms Gunsten ein, der in der Folge am 17. November 1999 vom Landgericht München I freigesprochen wurde.

## Veröffentlichungen (Auswahl)
- mit Jörg Krause: Online-Marketing – Die perfekte Strategie für Ihren Internet-Auftritt. 1998, ISBN 9783446195509
- mit Sönke Albers und Volker Haßmann: Verkauf. Kundenmanagement, Vertriebssteuerung, E-Commerce – Digitale Fachbibliothek. 2004, ISBN 9783936608212

## Fussnoten
1. ↑  Pressebericht Welt
2. 1 2 3  Lebenslauf (.pdf) (Seite nicht mehr abrufbar, festgestellt im Dezember 2023. Suche in Webarchiven)  Info: Der Link wurde automatisch als defekt markiert. Bitte prüfe den Link gemäß Anleitung und entferne dann diesen Hinweis.
3. 1 2  Axel Kossel: CompuServe reagiert auf Porno-Anklage. In: Heise online. 17. April 1997, abgerufen am 7. September 2020.
4. ↑  nie: CompuServe-Chef vor Gericht. In: Heise online. 12. Mai 1998, abgerufen am 7. September 2020.
5. 1 2  Christiane Schulzki-Haddouti: Schock: Ex-CompuServe-Chef verurteilt. In: Heise online. 28. Mai 1998, abgerufen am 7. September 2020.
6. ↑  Harald Taglinger: CompuServe R.I.P. In: Telepolis. 7. Juli 2009, abgerufen am 7. September 2020.
7. ↑  Jo Bager: Porno-Prozess: Somm freigesprochen. In: Heise online. 17. November 1999, abgerufen am 7. September 2020.
8. ↑   LG München I, Urteil vom 17. November 1999, Az: 20 Ns 465 Js 173158/95

| Personendaten    | Personendaten                                   |
| ---------------- | ----------------------------------------------- |
| NAME             | Somm, Felix                                     |
| ALTERNATIVNAMEN  | Somm, Felix Bruno; Somm, Carmen Felizitas Bruno |
| KURZBESCHREIBUNG | Schweizer Manager                               |
| GEBURTSDATUM     | 31. August 1963                                 |
| GEBURTSORT       | Münsterlingen                                   |